# Cíncio
Cíncio (em latim: Cincius), cujo prenome foi provavelmente Lúcio e cujo cognome não está registrado, foi um antiquário provavelmente ativo durante o tempo de Augusto (r. 27 a.C.–14 d.C.). Ele é frequentemente confundido com o analista Lúcio Cíncio Alimento, que lutou na Segunda Guerra Púnica, e alguns estudiosos também sustentam que Cíncio Alimento foi também um antiquário. Nenhum dos trabalhos de Cíncio sobreviveu, mas ele é citado por Lívio, Festo e outros. Os vários trabalhos atribuídos a Cíncio não são unânimes em todas as fontes, uma vez que os historiadores clássicos não adotaram os mesmos critérios, o que gerou divergência. T. P. Wiseman acha provável que Cíncio escreveu, como Pausânias, uma guia das antiguidades do Capitólio, incluindo uma coleção de inscrições antigas, e fez a si mesmo um jurista com uma obra De officio iurisconsulti.